# 马尔维尔-穆捷布吕莱
马尔维尔-穆捷布吕莱（法語：Marville-Moutiers-Brûlé，法語發音：[maʁvil mutje bʁyle]）是法国厄尔-卢瓦省的一个市镇，属于德勒区。

## 地理
马尔维尔-穆捷布吕莱（48°40'28"N, 1°23'19"E）面积20.24 平方千米，位于法国中央-卢瓦尔河谷大区厄尔-卢瓦省，该省份为法国北部内陆省份，北起顺时针与厄尔省、伊夫林省、埃松省、卢瓦雷省、卢瓦-谢尔省、萨尔特省和奧恩省接壤。
与马尔维尔-穆捷布吕莱接壤的市镇（或旧市镇、城区）包括：特雷翁、韦尔努耶。

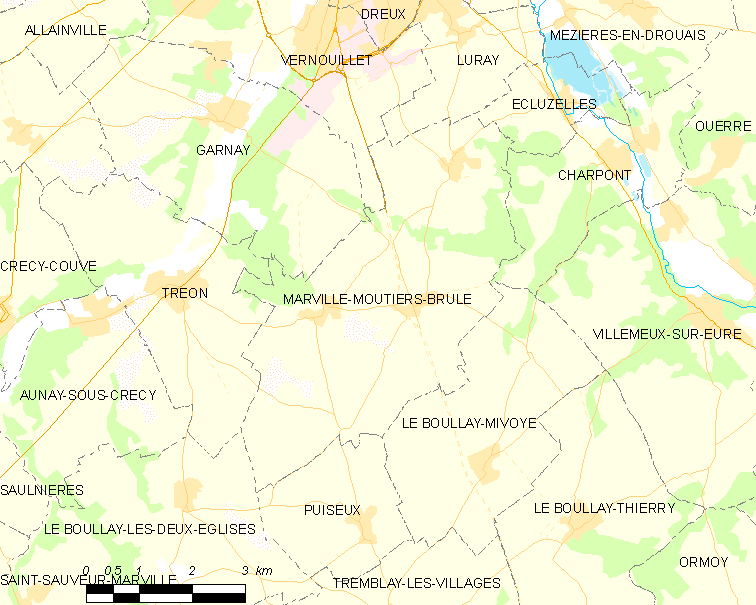
马尔维尔-穆捷布吕莱的OSM定位图

马尔维尔-穆捷布吕莱的时区为UTC+01:00、UTC+02:00（夏令时）。

## 行政
马尔维尔-穆捷布吕莱的邮政编码为28500，INSEE市镇编码为28239。

## 政治
马尔维尔-穆捷布吕莱所属的省级选区为德勒第一县。

## 人口

1962-2008年间马尔维尔-穆捷布吕莱人口变化图示

马尔维尔-穆捷布吕莱于2022年1月1日时的人口数量为1027人。